# Косухин, Игорь Яковлевич
Игорь Яковлевич Косухин (28 сентября 1933 — 13 апреля 1994) — советский актёр театра и кино.

## Биография
Игорь Косухин родился 28 сентября 1933 года в Москве. Окончив школу, работал один год осветителем на «Мосфильме», а затем четыре года чертёжником-конструктором в проектных институтах «Промэнергопроект» и «Гипромолоко». После этого поступил во ВГИК (курс Б. В. Бибикова). Уже на 3-м курсе дебютировал в кино, сыграв в фильме «Память сердца» (1958) Татьяны Лиозновой. После окончания ВГИКа был принят в труппу театра имени М. Н. Ермоловой. Одновременно играл в кино, где его наиболее заметные роли в фильмах «Друг мой, Колька!» (хулиган Исаев), «Знакомьтесь, Балуев!» (Крохалёв), «Пока фронт в обороне» (военный переводчик Русанов).
После смерти матери в 1962 году, оставшись один, актёр стал злоупотреблять алкоголем. В результате в начале 1970-х годов он был уволен из театра Ермоловой. После этого Косухин соглашался на любые роли, подрабатывал натурщиком, короткое время в середине 1980-х годов играл в «Театре-88». Короткий брак закончился осуждением на 7 месяцев пребывания в исправительно-трудовой колонии за насилие над женой.
В начале 1990-х годов у актёра был обнаружен рак лёгких. Умер 13 апреля 1994 года в Москве, похоронен на Ваганьковском кладбище (27-й участок).

### Семья
Мать — Галина Ивановна Косухина (1905—1962). Отец — Яков Афанасьевич Лиходий (погиб в 1945 году), с семьёй не жил.
Бабушка — София Дмитриевна Косухина (1874—1946).
Дядя — кинорежиссёр Евгений Косухин.
Жена — Лидия Абрамова, брак продлился полтора года.

## Творчество

### Работы в театре
- «В гостях и дома» — Костя
- «Том — большое сердце» — Вася
- «Девушка с веснушками» — Миша
- «Дни нашей юности» — Митя
- «Суббота, воскресенье, понедельник» — Федерико
- «Последние» — Пётр
- «Мать своих детей» — Илья

### Фильмография
- 1958 — Память сердца — сын Чадвика
- 1958 — Сегодня увольнения не будет — Цигнадзе, сапёр
- 1961 — Друг мой, Колька! — Исаев, хулиган
- 1963 — Знакомьтесь, Балуев! — Сева Крохалёв
- 1964 — Пока фронт в обороне — Русанов
- 1968 — Нейтральные воды — заключённый (нет в титрах)
- 1968—1969 — Развязка — пограничник (нет в титрах)
- 1969 — Оправдание Паганини — Никколо Паганини в юности
- 1971 — Клоун — поэт
- 1972 — Бой с тенью — боксёр Игорь «Файтер»
- 1975 — Это мы не проходили — посетитель кафе
- 1976 — Дни хирурга Мишкина — водопроводчик
- 1976 — Расписание на завтра — Митя, муж Надежды Васильевны
- 1977 — Долг
- 1977 — Есть идея! — Федя, физрук лагеря
- 1977 — Марка страны Гонделупы — директор школы
- 1978 — Живите в радости — больной
- 1978 — Плата за истину — Яша
- 1979 — В одно прекрасное детство — «Чарли Чаплин», клоун Серёжа
- 1979 — Пограничный пёс Алый — нарушитель границы
- 1979 — Циркачонок — Степан Ратушный
- 1980 — История одного подзатыльника — Пётр Николаевич, председатель завкома
- 1980 — Расследование — Алексей Зараев, грабитель
- 1980 — Серебряные озёра — дядя Миша
- 1981 — Бедная Маша — отдыхающий на пляже
- 1981 — На Гранатовых островах — радиожурналист
- 1984 — Предел возможного — Коротков (нет в титрах)
- 1985 — Багратион — эпизод
- 1985 — Набат на рассвете — эпизод
- 1988 — Гулящие люди — эпизод
- 1988 — На помощь, братцы! — мужик с гармонью
- 1988 — Отцы — начальник цеха
- 1988 — Фантазёр
- 1989 — Канун
- 1989 — Софья Петровна — следователь
- 1989 — СЭР
- 1990 — Танк «Клим Ворошилов-2» — больной
- 1991 — Затерянный в Сибири
- 1991 — Небеса обетованные — бомж
- 1991 — Феофания, рисующая смерть — крестьянин
- 1992 — Генерал